# Одиннадцатиугольник
Одиннадцатиуго́льник, называемый иногда гендекаго́н — многоугольник с одиннадцатью углами.

## Площадь одиннадцатиугольника без самопересечений
Площадь одиннадцатиугольника без самопересечений, заданного координатами вершин, определяется по общей для многоугольников формуле.

## Выпуклый одиннадцатиугольник
Выпуклым одиннадцатиугольником называется такой одиннадцатиугольник, у которого все его точки лежат по одну сторону от любой прямой, проходящей через две его соседние (то есть соединённые одной стороной) вершины.
Сумма внутренних углов выпуклого одиннадцатиугольника равна 1620°.

Правильный одиннадцатиугольник

{\displaystyle \sum _{i=1}^{11}{\alpha _{i}=}(11-2)\cdot 180^{\circ }=9\cdot 180^{\circ }=1620^{\circ }.}

## Правильный одиннадцатиугольник
Правильным называется одиннадцатиугольник, у которого равны все стороны и все углы между смежными сторонами. Такие многоугольники могут быть выпуклыми (без самопересечений) и звёздчатыми (см. ниже). Внутренний угол правильного одиннадцатиугольника без самопересечений равен 180° − 360°/11 = 147 3⁄11°. Обозначение символом Шлефли — {11}.
Площадь {\displaystyle S} правильного выпуклого одиннадцатиугольника со стороной {\displaystyle a} вычисляется по формуле
{\displaystyle S={\frac {11}{4}}a^{2}\operatorname {ctg} {\frac {\pi }{11}}\approx 9{,}36564\,a^{2}.}

## Звёздчатые одиннадцатиугольники
Существует четыре типа правильных звёздчатых одиннадцатиугольников, каковыми являются многоугольники с самопересечениями, у которых все стороны и углы равны, а вершины совпадают с вершинами правильного выпуклого одиннадцатиугольника.
| {11/2} | {11/3} | {11/4} | {11/5} |